# 小平修
小平 修（こだいら おさむ、1932年2月7日 - 1998年6月4日）は、日本の政治学者。京都産業大学教授。

## 来歴・人物
長野県松本市出身。1952年（昭和27年）長野県松本県ヶ丘高等学校卒業。1956年早稲田大学政治経済学部卒業、1959年同大学院政治学研究科修了。1970年京都産業大学法学部助教授、1972年教授を務めた。専門は比較政治学。教授在職中の1998年（平成10年）逝去。日本選挙学会会員。政治の世界でいう「左派」「右派」などの定義を提唱し定着させた功績は彼によるところが大きい。

## 著書
- 『政党制の比較政治学』ミネルヴァ書房 1991/11
- 『エスニシティと政治 (Minerva21世紀ライブラリー)』ミネルヴァ書房 1999/2
- 『現代政治体制論』ミネルヴァ書房 1971

### 翻訳
- 『日本近代化のジレンマ : 両大戦間の暗い谷間』 ジェームス・W・モーリー編 ; 小平修, 岡本幸治監訳 ミネルヴァ書房, 1974

### 記念論文集
- 小平修, 「選挙制度の国際比較」『選挙研究』 1988年 3巻 p.69-89, 日本選挙学会. doi:10.14854/jaes1986.3.69。
- 「小平修教授 略歴・業績一覧 (小平修教授追悼記念号)」『産大法学』 34巻 1号 2000年 p.337-346, 京都産業大学法学会, NAID 40001487810。[5]
- 『小平修教授・月川倉夫教授還暦記念号』[6]

## 所属学会
- 日本選挙学会